# Phyllophaga patruelis
Phyllophaga patruelis är en skalbaggsart som beskrevs av Louis Alexandre Auguste Chevrolat 1895. Phyllophaga patruelis ingår i släktet Phyllophaga och familjen Melolonthidae. Inga underarter finns listade i Catalogue of Life.